# فیلیپسبورگ (نیوجرسی)
فیلیپسبورگ (به انگلیسی: Phillipsburg) شهری در ایالت نیوجرسی کشور ایالات متحده آمریکا است که جمعیت آن در سرشماری سال ۲۰۱۰ میلادی، ۱۴٬۹۵۰ نفر بوده‌است.